# Monster Rancher DS
Monster Rancher DS (モンスターファーム DS 2: よみがえる! マースター ブリーダー 伝説, Monster Farm DS 2: Yomigaeru! Master Breeder Densetsu) est un jeu vidéo de rôle et de simulation de vie développé par Cing et édité par Tecmo, sorti en 2008 sur Nintendo DS.

## Accueil
- Famitsu : 29/40[1]
- GameSpot : 6/10[2]
- IGN : 5,5/10[3]